# Сагалов Зіновій Володимирович
Зіновій Володимирович (Вульфович) Сагалов (19 вересня 1930, Тбілісі — 11 вересня 2020, Аугсбург) — український драматург, письменник і поет, сценарист.

## Біографія
Зіновій Сагалов народився 19 вересня 1930 р.в місті Тбілісі, але все життя, за винятком кількох років евакуації, провів у Харкові. Насправді місце народження Зіновія Сагалова-Харків, але в силу ряду причин в його метрики написано, що він народився в Тбілісі.
У 1952 р. Сагалов закінчив відділення журналістики Харківського держуніверситету. Працював у газетах, видавництвах, літературній частині театру, науково-дослідному інституті. Літературна творчість-в основному драматургія. Автор тексту популярної пісні про Харків «Старе місто» (музика Валентина Іванова).
Зіновій Сагалов-автор понад двадцяти драматичних творів різних жанрів, поставлених і йдуть в театрах України, Росії, Казахстану, а також Ізраїлю, Німеччини та США. Герої п'єс Зиновія Сагалова-історичні особистості: Айседора Дункан, Ілля Рєпін, Франц Кафка, Марк Шагал, Петро Чайковський, Тарас Шевченко, Сара Бернар, Елеонора Дузе, Соломон Міхоелс, Антон Чехов та ін. Його п'єси друкувалися в журналах «Театр», «Сучасна драматургія», «Нева», «Молодіжна естрада», «Райдуга», «витоки», а також видані окремими збірками: «Три життя Айседори Дункан» (1998), «сьома Свічка» (2001), «кліп, або забави мерців»(2001), «Всесвітній змова любові» (2002), «сестри Джоконди» (2005). У Харкові його п'єси ставилися в обласній філармонії і в трьох театрах: української драми імені Т. Г. Шевченка, в місцевому ТЮГу і в камерній єврейському театрі.
Професійне знання законів сцени (автор довгі роки працював зав. літературною частиною театру), майстерність у побудові сюжету, володіння прийомами сучасної, часом парадоксальної драматургії — все це дає можливість для створення яскравих, цікавих вистав. Прозові твори: документальні повісті «прелюдія до Нюрнберга» (1990), «Смерть магістра» (1997), а також виданий в 2003 році роман «справа Джойнт», або «Шуба для Ката», а також книга есе і спогадів «Дійові особи» (2013). Вийшло в світ тритомне зібрання творів: «ТЕАТР Ікс» (драматургічні твори), «справа» Джойнт", або Шуба для Ката «(перевидання роману) і» ТАМБУРМАЖОР " (книга нової прози).
У різні роки видано кілька поетичних книг, адресованих дітям: «Королівство Тру-ля-ля», «місто мильних бульбашок», а також збірник ліричних віршів «одного разу».
З 2001 року жив у Німеччині (Аугсбург), де закінчив роботу над романом «справа „Джойнт“, або Шуба для Ката» і написав чотири нові п'єси: «любовні ігри Сари і Елеонори», «Блонді і Адольф», «далека палуба, або отрута для Петра Ілліча» і «Не вірте пану Кафці!». Остання п'єса відзначена дипломом на Всеросійському драматургічному конкурсі"Дійові особи 2005". 13 червня 2004 року в Аугсбурзі відбулася прем'єра вистави «любовні ігри Сари і Елеонори», який відкрив перший сезон авторського театру Сагалова «Lesedrama» при аугсбурзькій єврейській громаді, де їм було поставлено шість п'єс власного твору:
- Любовні Ігри Сари і Елеонори
- Сестри Джоконди
- Набережна Круазетт
- Не вірте панові Кафці!
- Васісуалій і Варвара
- Остання субота

Театр показував свої вистави в Аугсбурзі, Бамберзі, Мюнхені, Ерлангені та Штраубінгу. Відзначений дипломами та призами на міжнародних театральних фестивалях в Ерлангені та Санкт-Петербурзі.
Член Спілки письменників, Спілки журналістів та Спілки театральних діячів України та Міжнародної федерації російських письменників.
Член російського авторського товариства (РАО).
22-23 травня 2013 року в Москві відбулася прем'єра: вистава за п'єсою Зіновія Сагалова «польоти з ангелом» у постановці Сергія Юрського. Це-спільний проект театру ім. М. Н. Єрмолової і продюсера Леоніда Робермана.
28 січня 2019 року в Харкові відбулася прем'єра вистави «польоти з ангелом (Марк Шагал)». Головну роль у цій постановці зіграв народний артист України Олександр Васильєв. Режисер-постановник-Армен Калоян.
Помер 11 вересня 2020 року від пневмонії.

## П'єси
Драматичні історії:
- Далека палуба…
- Польоти з Ангелом
- Графиня і король
- Танго 33
- Остання субота
- Всесвітній змову любові
- Слухається справа про замах на тіло
- 705 днів до Нюрнберга
- Шлях

Сповідь:
Три життя Айседори Дункан
Набережна Круазет
Не вірте панові Кафці!
Сестри Джоконди
Пристрасті по Сонечці
Комедії і тригифарсы:
- Рашен ранчо « Ніагара»
- Кліп, або забави мерців
- Блонді і Адольф
- Фатальні яйця

Мюзикли:

- Васісуалій і Варвара
- Скандал у Парижі

Сцени в одній дії:
- Реквієм з шампанським і устрицями

## П'єси для дітей
- Викрадення Джонні Дорсета (Вождь червоношкірих)
- Чоботи на вечерю
- ПП на Золотому пляжі
- Верхи на мітлі

## Проза
- «Справа „ ДЖОЙНТ“, або ШУБА для Ката»
- «Дійові особи»
- «Тамбурмажор»
- 5 Публіцистика, есе
- Третя жертва
- Навколо Чайковського
- Ернст Буш і його Харківський « двійник»
- Хрещений батько найбільшого безбожника
- Він залишив нам свою музику
- Він жив з осколками « Кришталевої ночі»
- Процес у Харкові-прелюдія до Нюрнберга
- «Найдобріший німець», друг поета

## Поезія
- Opus 1954. Поема
- Вірші різних років
- Пісня розбитого кришталю
- Вірші для дітей